# Pere Gascó

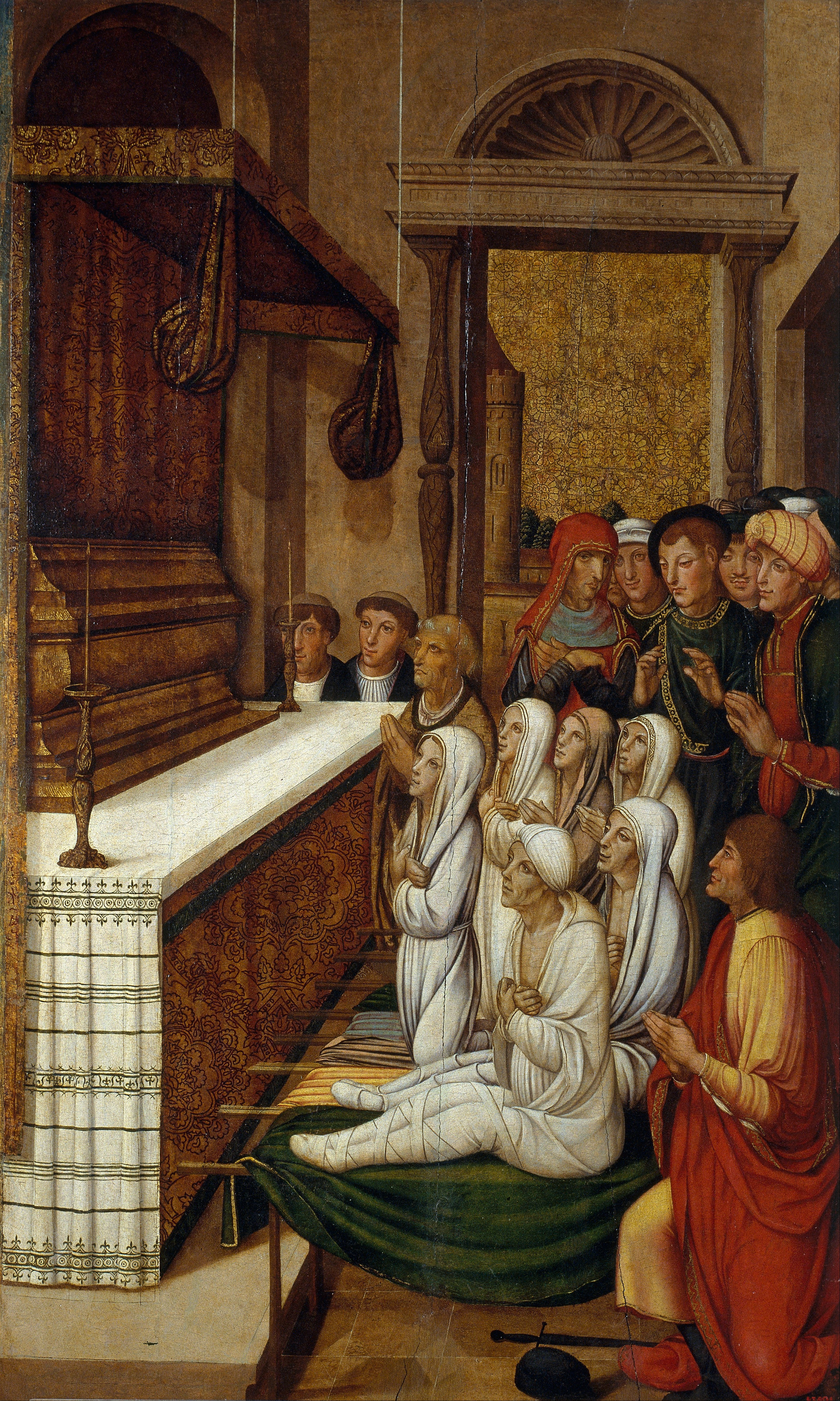
Resurrección de seis muertos ante las reliquias de san Esteban, óleo y temple sobre tabla, 146,7 x 88,5 cm, Barcelona, MNAC.

Pere o Perot Gascó (Vich, ca. 1502/1505-1546) fue un pintor renacentista español.
Hijo del navarro Juan Gascó, se documenta su actividad a partir de 1523 en el taller familiar, en el que habría asumido una responsabilidad progresivamente mayor y que dirigirá desde la muerte de su padre, en 1528, hasta 1546, año de su propia muerte, pues consta que el 12 de julio de dicho año fue enterrado en Vich. 
El taller, fundado por Juan Gascó y asentado en la década de 1520 en Vich, desde donde monopolizaba los principales encargos pictóricos de la comarca de Osona y de sus alrededores, había consolidado unos estilemas propios que, partiendo de modelos tardogóticos, se servía de la pintura al óleo e incorporaba personajes y tipos tomados de estampas xilográficas de Martín Schongauer y Alberto Durero principalmente. Con Perot, que podría haber completado su formación con Aine Bru en Barcelona, los escenarios iban además a incorporar perspectivas arquitectónicas renacentistas, como las que se encuentran en la Resurrección de seis muertos ante las reliquias de san Esteban, tabla procedente del retablo mayor de la iglesia parroquial de La Vall d'en Bas, en la comarca de La Garrocha, conservada en el MNAC.
La colaboración de padre e hijo se ha estudiado particularmente en San Bartolomé destruyendo a los ídolos (Museo Episcopal de Vich), única tabla subsistente del retablo de la capilla de San Bartolomé en el Hospital de los Peregrinos de Vich, contratado en 1525.